# Polypedilum masudai
Polypedilum masudai är en tvåvingeart som först beskrevs av Tokunaga 1938.  Polypedilum masudai ingår i släktet Polypedilum och familjen fjädermyggor. Inga underarter finns listade i Catalogue of Life.